# Le Bateau
Le Bateau foi o mais famoso, badalado e exclusivo nightclub do Rio de Janeiro na década de 1960.
Ficava em Copacabana, e era de propriedade de Hubert de Castejá.

## Histórico
Em 1967, durante o concurso Miss Universo que ocorrera no Brasil, o milionário e playboy Jorge Guinle fizera as candidatas quebrarem o protocolo, levando-as a uma noitada no Le Bateau.
Nos anos 1970 teve por DJ Ademir Lemos que, segundo Nelson Motta, era "genial". Sua seleção de músicas era lançada em discos.